# Ciumăfaia
Ciumăfaia – wieś w Rumunii, w okręgu Kluż, w gminie Borșa. W 2011 roku liczyła 155 mieszkańców.